# 香港上古史

## 歷史

### 秦、南越國
春秋戰國時期，香港地區屬於百越族的範圍，其為完全不同於中原部族之南方部族，種類多，善於捕獵、駕船，以鳥形風神作圖騰，不斷南遷，經常由香港出發揚帆遠航:1。期間中原多故，其失敗者遂南逃避禍，其中越國遺民多散居嶺南，稱臣越系，部分入遷香港地區，與區內百越接觸，最後同化於百越。
首次完成統一中國大業的秦始皇:2，發動五路大軍南征百越。前214年（秦始皇卅三年），秦朝征服百越，在嶺南地區設置南海郡、桂林郡、象郡，遷移50萬人開發嶺南:2。當時香港地區屬於南海郡番禺縣，從此香港一直在行政管轄之內:2。

### 漢、晉

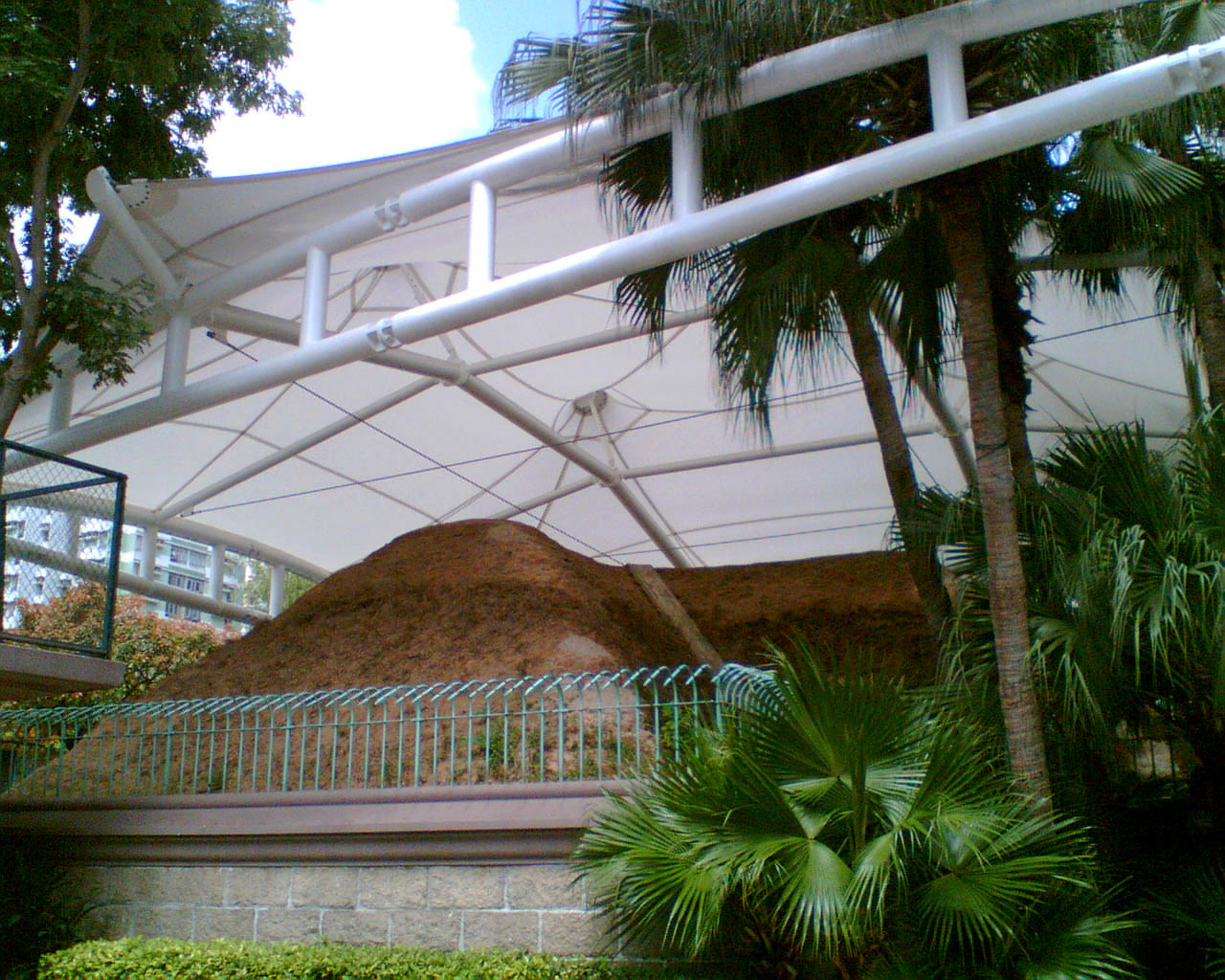
建於東漢時期、位於深水埗的李鄭屋漢墓，現時為博物館

香港䞘今出土的漢代文物有一個墓穴、一些陶器和銅錢，多分布於海岸。位於九龍的李鄭屋漢墓沒有屍骨，只有一些陶器，以及「大吉番禺」、「番禺大治曆」兩句漢字刻文。漢代銅錢，則有南丫島深灣出土的東漢晚期五銖錢，以及屯門掃管笏出土的近百枚漢代五銖錢及新朝的貨泉。不過，香港的漢代考古發現除了李鄭屋漢墓外，「文化層較薄弱且及缺乏完整遺跡，反映這些地點生活的人數不多，以及不具延續性、長時期定居的聚落遺存」。
東晉末年，盧循領導的浙東起義軍曾經攻陷廣州城。义熙元年（405年）起義失敗後，餘部多退至今香港大嶼山一帶，為有文字可考最早的香港地區移民活動，也成為現今盧亭魚人傳說。在屯門的青山禪院内雕塑，相傳是南朝宋元嘉五年（428年）的一位佛教僧侶杯渡禪師的人像。

### 隋朝至唐朝

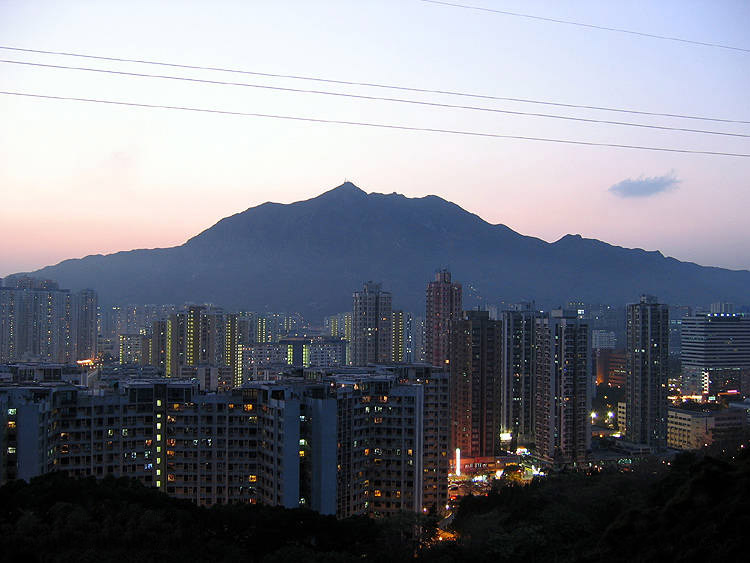
曾被封為瑞應山的青山

唐肅宗至德元年 (756年)前，香港隸番禺縣及寶安縣:7，其後改屬東莞縣至明隆慶六年(1572年)止:7。
唐代，廣州與外國海上貿易發達，對象包括波斯、阿剌伯、印度、中南半島及南洋群島等。由於屯門（不僅是現今香港屯門區，還包括現今東莞、深圳、香港大嶼山）是海船進出廣州的必經之地，因此被用作軍港及避風港之用。唐玄宗開元二十一年（733年），朝廷設立屯門軍鎮。。屯門軍鎮隸安南都護府
另一方面，唐朝時期鹽池管理亦相當發達，而燒瓷業也開始略具規模。

### 宋朝及元朝
五代十國時期，香港地區曾為南漢所管轄。963年（大寶六年），南漢後主劉鋹在合浦的海門鎮和東莞的大步海（今新界大埔海，即吐露港），招採珠士兵數千人，設媚川都專事泅水採珠:10-11。創香港採珠業之始，劉鋹更於大寶十二年（969年）將屯門山（今青山）封為瑞應山，並立碑紀念，惟此碑已不能找到。
香港現時也發現一些宋朝文物，包括香港古老有紀年的石刻的大廟灣的石刻碑文和石壁、米埔和奇力島出土的錢幣，以及在大嶼山稔樹灣、石壁和鰲磡石的青瓷等。
宋朝期間，移居到香港的人越來越多，其中最著名的是宋神宗崇寧年間的進士鄧符協遷往岑田（今錦田），以及北宋末年進士侯五郎之子侯卓峰遷往河上鄉等。這兩組族人連同元朝遷入新界範圍的廖姓、文姓及彭姓，被合稱為新界五大氏族。宋元時期，不少宗族從中原遷居到新界本土及離島:5。
松嶺鄧公祠當中奉祀皇姑；龍頭木雕表示她是宋朝皇室的人。另一方面宋理宗寶祐二年（1254年），李昴英封番禺開國男，食邑三百戶，大嶼山的梅蔚（今大嶼山梅窩）也是其食邑之一。其後人則定居於沙螺灣一帶。
1197年，宋朝官方禁煮私鹽，大嶼山鹽民起義:468。
元朝時期，香港屬元朝江西行省。赤鱲角一帶亦可能有冶鐵工業。於赤鱲角蝦螺灣，曾被發現元朝時期的鑄爐十三座。
宋朝時香港地區的官办与私办鹽業已相當具規模。本文有专章介绍。衙前圍村的名称有被认为南宋末期已经有。衙前圍村先民可能已经在宋朝居住衙前圍村附近九龙城地方，其后再迁入圍村。2014年4月，宋皇臺站附近地底發方形石井，引起处理当地古蹟的一连串争议。

#### 宋末幼主逃難
南宋德祐二年（1276年），五歲的宋恭帝和大臣们在臨安（今杭州）投降元朝軍。將領張世傑擁立的恭帝庶兄宋端宗趙昰，並和部眾在景炎二年（1277年）二月輾轉流亡到梅蔚（今大嶼山梅窩），同年四月再抵達九龍官富場古瑾圍（今馬頭圍）一帶，停留約5個月。趙昰和他的弟弟趙昺休息的大石後來被人刻上『宋王臺』三字。同年九月，流亡朝廷再逃到淺灣（今荃灣），但於同年十一月，元將劉深襲淺灣，便再逃到東莞虎門。翌年（景炎三年，1278年）三月，他們再回到碙州（今大嶼山），適逢趙昰病死，趙昺被擁立，在梅蔚登基，後人稱為宋帝昺。同年六月，他們擬循海路西渡往新會。但於景炎四年（1279年）二月，當船隻駛至今日廣東新會崖門時，元軍趕到，宋師戰敗，大臣陸秀夫背著8歲的趙昺在新會崖山附近跳海殉國，宋亡。
香港多个侯王廟長期以來被香港民眾认为是以紀念追随南宋逃難朝廷的大臣楊亮節。
上帝古廟的一个故事是该原址是宋端宗、宋帝昺等人居住过的宫殿，称为二王殿。其后宫殿倾灭，地基上建起上帝古廟。该古廟最后仅存牌坊。

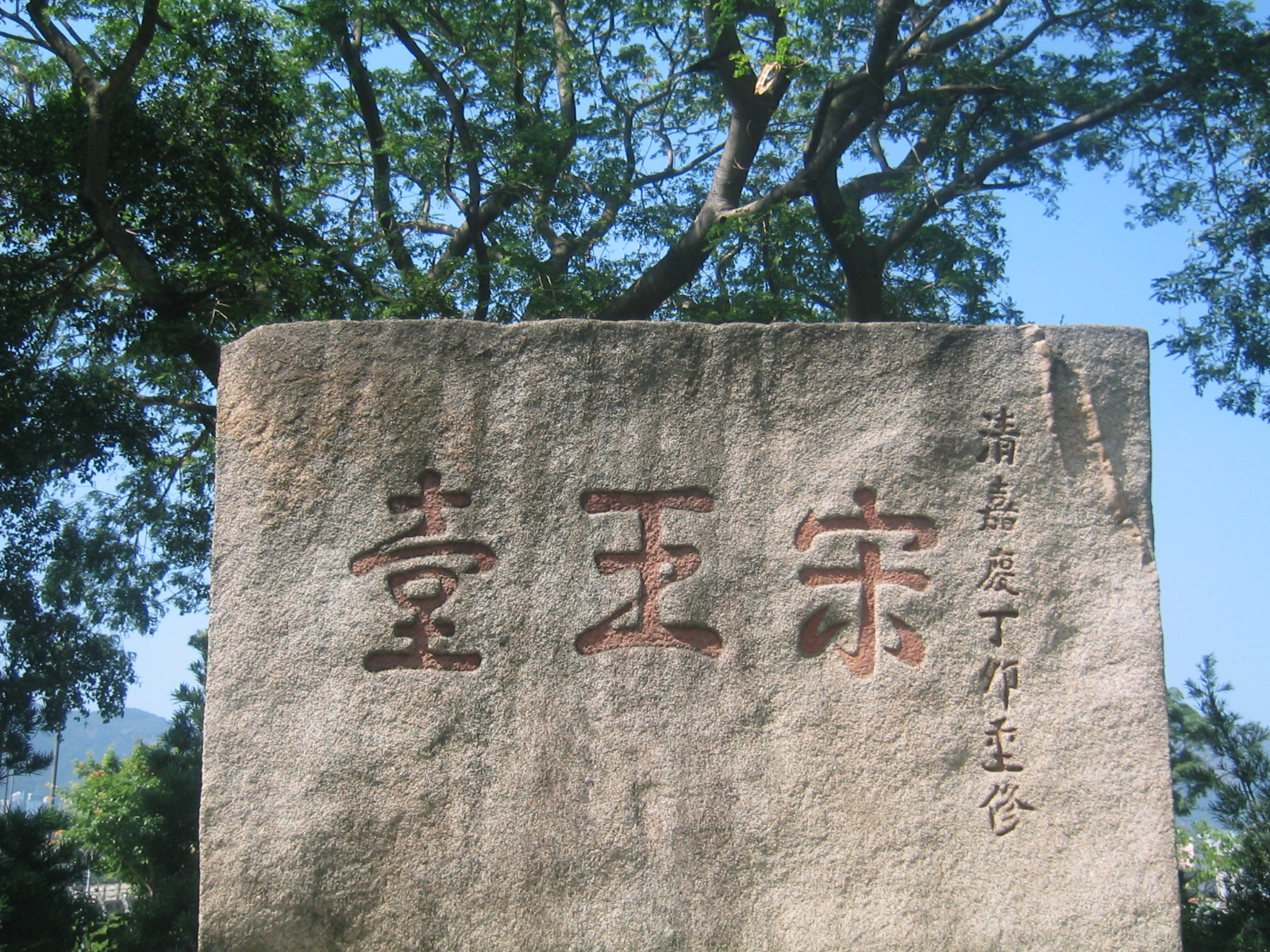
宋王臺石碑，原碑已於香港日治時期被毀，現時的是1960年重修

此外，據宋王台公園《九龍宋皇台遺址碑記》記載，昰昺二帝南逃期間，「有金夫人墓。昰母楊太后（並非宋真宗的楊淑妃，而是宋度宗的楊淑妃）以愛女晉國公主同行，後晉國公主墮海溺斃，屍身找不回，於是為其鑄造金身，葬於今九龍城區，人稱「金夫人墓」。20世紀前，除宋王臺外，該地還有一座晉國公主墓塚，以紀念帝昺的妹妹。墓塚原設於宋王臺西北不遠的小丘上，並建有一座大碑，後因興建聖三一堂而給湮沒。陳伯陶在1917年刊行的《宋臺秋唱》提及此墓塚「十年前碑址尚存，近因牧師築教堂於上，遺蹟湮沒矣。」

## 工商業及貿易發展

### 採珠業

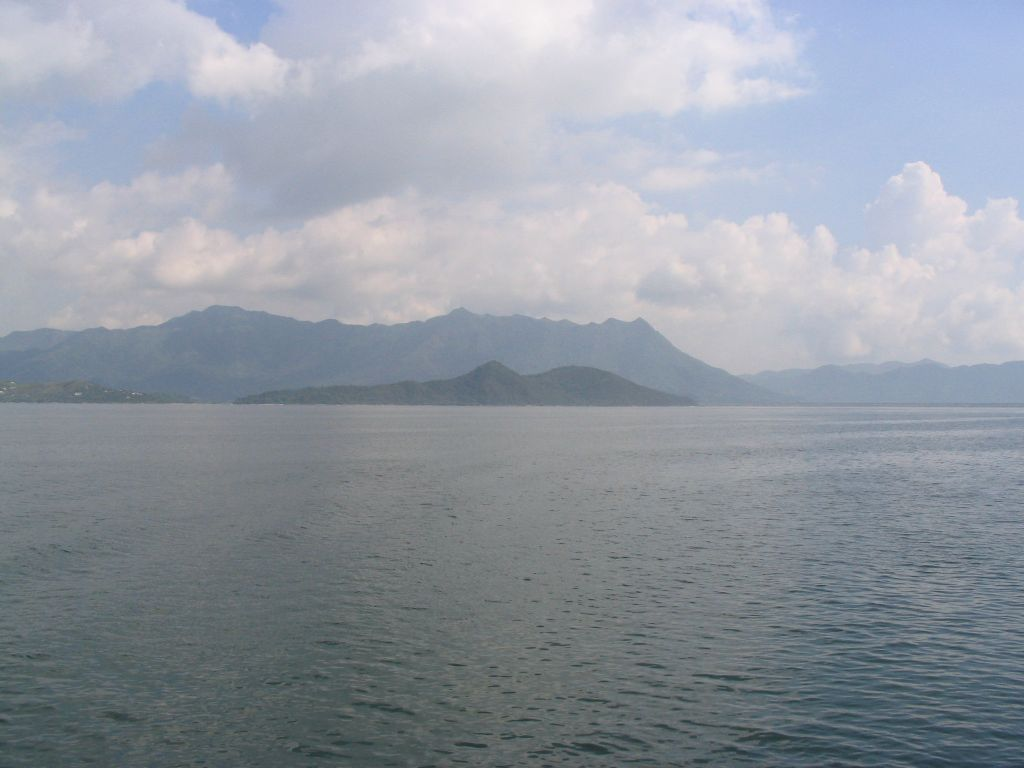
吐露港是媚川都故址，為宋朝著名的採珠地

五代十國時，南漢後主劉鋹於南漢大寶六年（963年）在大步海（今吐露港）設「媚川都」，招募採珠士兵數千人，專門從事潛水採珠。「媚川」取自晉人陸機《文賦》「水懷珠而川媚」；「都」為軍翼之意，為駐軍之一種。採珠工作艱辛危險，宋朝初年曾一度被廢，後來才恢復。宋朝時期是大步採珠業的巔峰，一度與合浦（今廣西北海合浦）齊名。
元朝時期，朝廷對採珠業相當重視。元仁宗延佑六年（1319年），當局設廣州採珠提舉司管理大步海一帶的採珠，曾因擾民而於翌年廢置，但又於元惠宗至元三年（1337年）復設。

### 造鹽業
早於漢朝時，香港一帶已有一定規模的製鹽業。西漢時期的南越國，香港一帶亦已有鹽官的設置，南越國滅亡後鹽官一職依然保留。而於漢朝期間，官府會給予當地居民一種叫牢盆的工具供鹽戶煮鹽。到了三國東吳時期，香港一帶的番禺縣改屬東官郡，郡內的鹽場統稱為東官場。吳末帝甘露二年（266年），東官郡置「司鹽校尉」管理郡內鹽場，並派鹽官駐守當時郡治。東晉起改稱「司鹽都尉。這種體制一直延續到唐朝。東晉咸和六年（331年）香港一帶改隸東官郡寶安縣時，於舊司鹽都尉壘的基礎上加築郡城，原司鹽都尉何志轉職為第一任東官郡太守。
宋朝時香港地區的鹽業已相當具規模，例如『官富場』。宋度宗咸淳十年（1274年），大廟灣鄰近的刻石碑文為香港現存最古老有紀年的石刻。
另一方西，以傜民為主的大奚山（今大嶼山）也曾是香港地區重要的鹽產地。北宋宋神宗元豐年間，官方曾設海南柵鹽場。到了宋高宗紹興年間，曾招降盤據大嶼山的鹽梟，選其少壯者為水軍，寬其漁鹽之禁，稱之為腌造鹽。然而宋孝宗淳熙十年（1183年），朝廷明令打擊大奚山私鹽，引起當地居民強烈不滿。至宋寧宗慶元三年（1197年），廣東提舉鹽茶徐安國派人前往大嶼山緝捕私鹽販子，引起島上大規模的鹽民起義，史稱大奚山鹽民起義。以高登（一說萬登）為首的起義者一度乘潮漲攻到廣州城下，後來起義軍被鎮壓。

#### 官富場

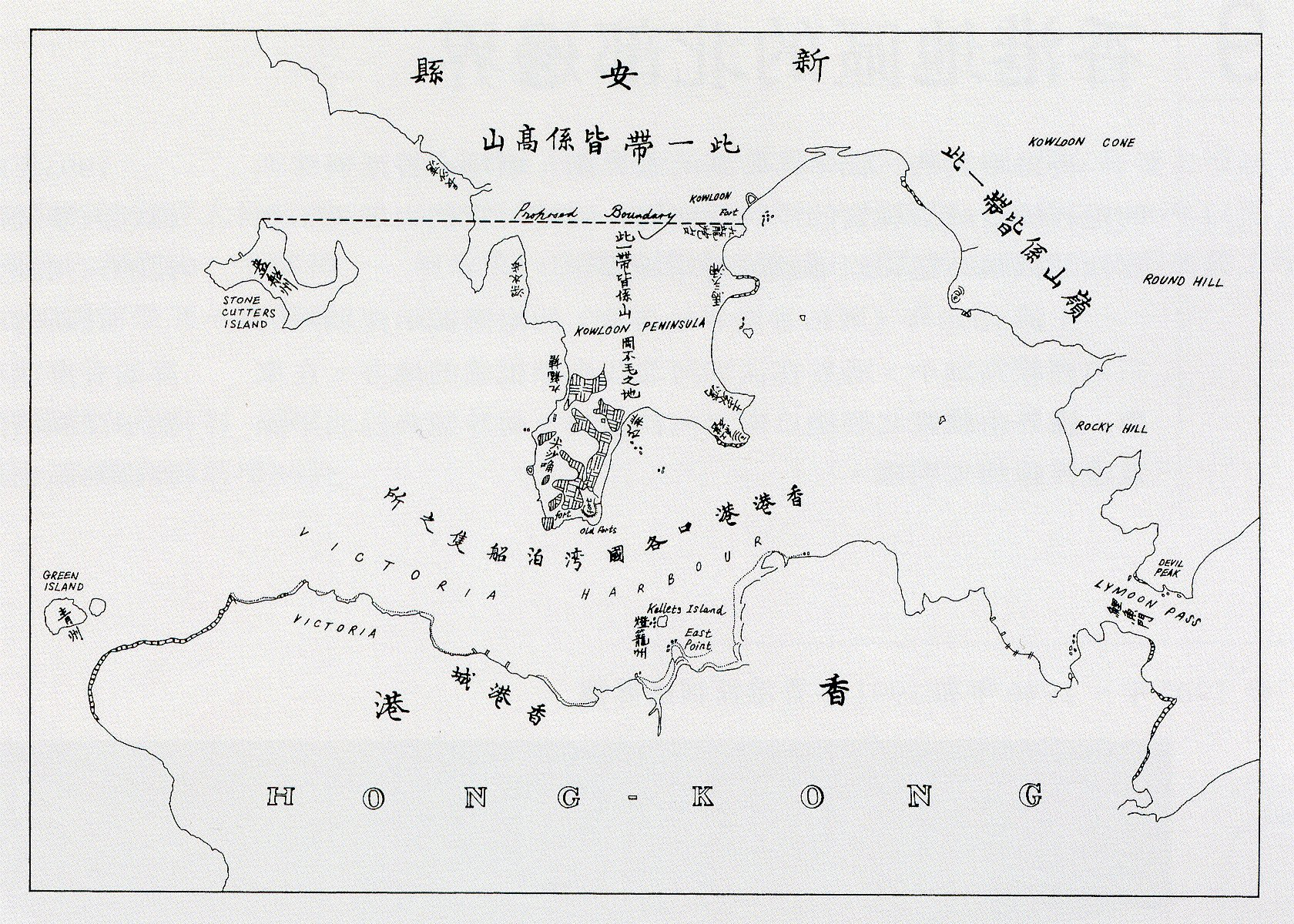
《北京條約》中的「土家灣」

宋朝政府曾在土瓜灣、九龍灣、甚至觀塘至油麻地沿岸設立『官富場』；宋皇臺站周围一帶为官富場的衙署，派造鹽官並駐兵，管理這一鹽場。2014年4月，土瓜灣站附近地底發方形石井，引起处理当地古蹟的一连串争议。另外九龍灣沿岸有聚落、根據《宋會要》記載，宋孝宗隆興元年 （1163年），由於官富場的產鹽量未如理想，曾一度廢置並併入另一個官方鹽場「疊福場」（位於今沙頭角東北、大鵬灣西南）。後來因官富場產鹽量回升，於是再度恢復設置。

### 製造業
唐朝開始，香港一帶開始發展出製造石灰行業。石灰當時可用作保護木船免受蛀蝕、為容器防漏、中和酸性土壤、建屋、造鹽等用途。在香港多個海灘，均曾發現圓拱型灰窰。此外，香港一帶於唐朝起也發展出燒瓷業，現時境內已被發現60多個平陷式圓窰爐遺址，其中赤鱲角深灣村的13座爐附近，更發現兩萬多片青瓷。
元朝時期，赤鱲角一帶可能有冶鐵工業。於赤鱲角蝦螺灣，曾被發現元朝時期的鑄爐遺跡十三座。

### 航運業

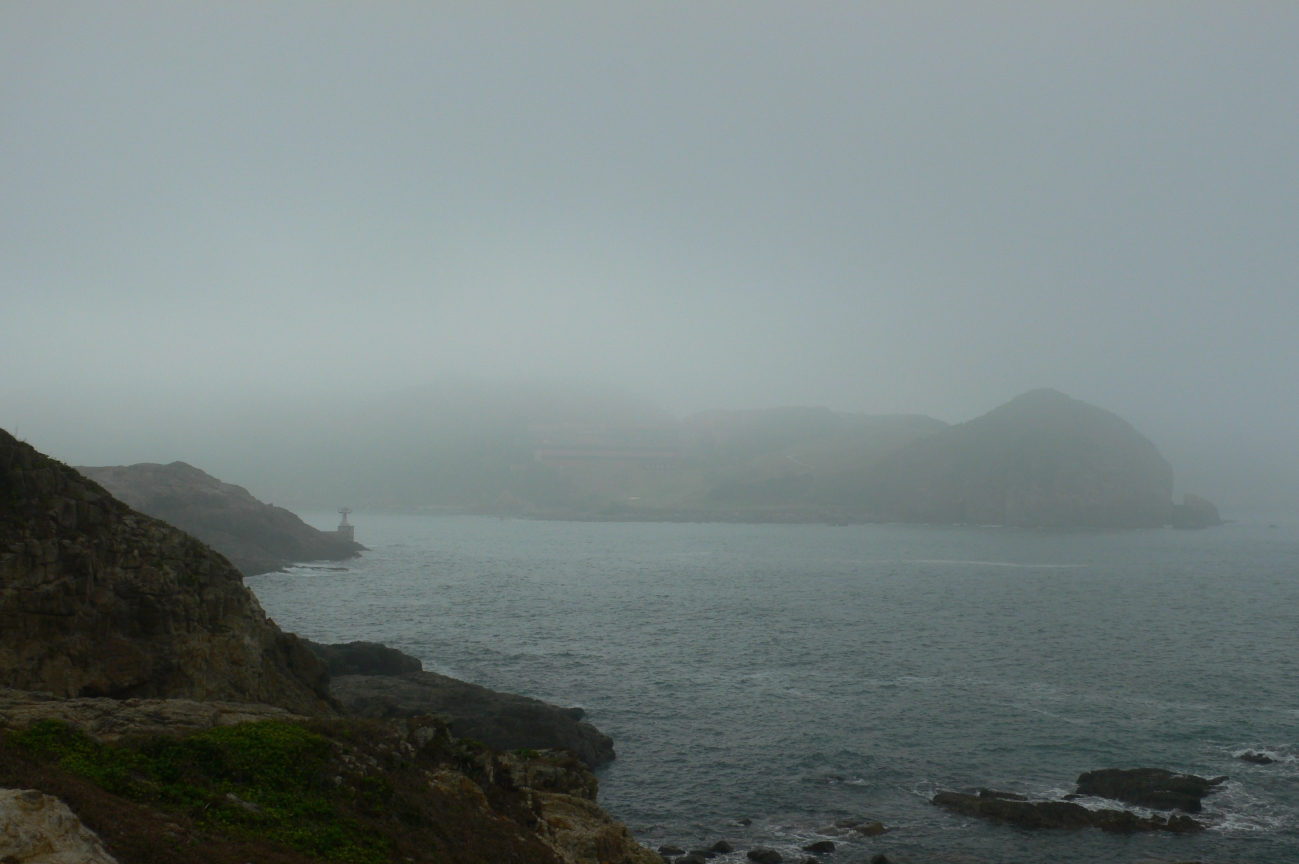
霧中的佛堂門

唐朝開始，由於鄰近的廣州成為了海上絲綢之路的重要港口，朝廷也設立了屯門軍鎮確保海上交通的安全，香港一帶的航運業開始得以發展，不少貨物經香港一帶轉運到沿海地區。到了宋朝時期，航運業變得更為發達，九龍灣的海上有不少商船來往停泊，而一些福建人也來到九龍一帶開村。例如據九龍蒲岡村《林氏族譜》記載，宋時福建莆田一位名叫林長勝的，舉家遷往今日黃大仙附近的彭蒲圍（具體位置已不可考）。他一連幾代靠行船為生，艚船往來於福建、浙江及廣東等地。一次，他的孫子林松堅、林柏堅駕駛艚船出海遇到颱風，船毀貨失。他們兩人力挽船篷，緊抱船上祀祭的林氏大姑神主，浮到東龍洲（南佛堂），安全脫險。他們認為這是神靈保佑，便在南佛堂修建了祭祀林氏大姑的神廟。林松堅的兒子林道義後來又在北佛堂修建了一座同類神廟。這個林氏大姑即後來人們所稱的天后。宋代林氏家族的遷徙史和本地區南北佛堂天后廟的修建，曲折地反映出當時本地區航海業的發展。而考古發掘亦有不少宋朝瓷器及銅錢於九龍灣沿岸一帶發現，很可能與海上貿易有關，也證明當時九龍灣一帶相當富裕。
香港東部的佛堂門，在宋朝開始成為水上交通要道之一。南宋慶元六年（1200年），佛堂門便建立了海關收取稅項，現時仍存有古稅關的遺址。

### 漁農業
漁業、農業早於史前時期已是香港地區的主要經濟活動。區內的輋民及傜民在山麓上設有農田，而海上的蜑民則以舟為居，並以捕魚為業。
在宋朝時，因為商業的蓬勃，規模較大的移民亦在此時開始。香港漁業和香港農業亦因有需求而發展，土著的方式也逐漸被中原人士的習慣取代。宋神宗時，進士鄧符協（江西吉水人）在赴廣東陽春任縣令的途中，曾由海道經過今日新界的屯門，對當地風土之美十分欣賞。因此，他在任滿辭官之後，舉家遷往岑田（錦田）。鄧符協在此置田園、築廬墓，從事農業開發。他修築了錦田的南北圍，還將其曾祖父母、祖父母和父母的遺骸遷葬新界。
此外，北宋末年，進士侯五郎搬至東莞縣，其子侯卓峰遷往今日河上鄉築茶寮，做小生意。其後人目前仍居住在新界的河上鄉、燕崗、金錢、丙崗等地。宋代以後，廖、文、彭等族陸續遷入；其中文氏是宋末領袖文天祥的族人和後人。他們與鄧、侯兩族，合稱新界五大氏族。
當時的農業以稻米為主，也有種植蔬菜、水果及茶葉，惟多數都是供自用。鳳凰山及大帽山山腰均有已荒廢的古茶田遺址。

## 行政區劃沿革
從地圖而言，香港納入了秦朝和南越國的版圖，但至今未有任何考古遺跡或直接文獻記載。前214年（秦始皇卅三年），秦攻百越，置南海郡、桂林郡和象郡，香港劃入屬南海郡番禺縣境內。由前204年開始，香港一帶由南越國所管轄，名義上仍屬番禺縣，當時已置有鹽官。直至前112年西漢滅南越。
東吳甘露元年（265年），香港一帶改隸南海郡博羅縣，至東晉咸和六年（331年）再改隸東官郡寶安縣。咸和六年，南海郡一分为二，分出东官郡，郡治在目前深圳市南山区南头古城，管辖八县。
隋朝開皇十年（590年）撤郡設州，香港改屬循州廣州府寶安縣。唐至德二年（757年），香港地區改屬東莞縣。

### 引用
1. 1 2 3 4 5  國務院港澳事務辦公室香港社會文化司編著. . 北京: 中共中央黨校出版社. 1997.
2. ↑  蕭國健.  (PDF). 香港教育局課程發展處  (编). . 出版年不晚於2010年. （原始内容 (PDF)存档于2016-10-22）.
3. 1 2 3  香港歷史博物館考古組. . 明報月刊. 2009年6月號. （原始内容存档于2016-10-10）.  （页面存档备份，存于）
4. ↑  鄧家宙; 陳覺聰; 香港史學會.  (PDF). . 香港: 中華書局. 2014: 17-19. ISBN 9789888290987. （原始内容 (PDF)存档于2021-04-29）.
5. ↑  東莞縣志卷二十九前事畧一、引嶺海見聞。
6. ↑  杯渡禪師人像 的存檔，存档日期2005-10-27.
7. 1 2 3 4  劉蜀永. . 三聯書店（香港）. 2016. ISBN 978-962-04-4016-8. （原始内容存档于2014-08-08）.
8. ↑  〈地理志〉，《新唐書》，北宋歐陽修、宋祁合撰
9. ↑  《新唐書卷四十三上·志第三十三上·地理七》：「廣州南海郡，中都督府…… 縣十三：有府二，曰綏南、番禺。有經略軍，屯門鎮兵。南海，上。有南海祠。山峻水深，民不井汲，都督劉巨麟始鑿井四。 （页面存档备份，存于）」
10. ↑  〈安南都護府〉，《唐會要》，王搏，北宋建隆二年（961年）
11. 1 2  蔡兆浚. . 香港地方志中心. （原始内容存档于2023-04-08） （中文）. （页面存档备份，存于）
12. ↑  《東莞縣志》，陳伯陶，清朝宣統年間
13. ↑  《杯渡山紀略》，蔣之奇，宋朝
14. 1 2  考古發現 （页面存档备份，存于），《香港年報2005》，香港政府新聞處]
15. ↑  《香港前代史》，羅師，第四章註六
16. 1 2  赤鱲角島歷史源流 （页面存档备份，存于），康樂及文化事務署
17. ↑  蔡兆浚. . 香港地方志中心. （原始内容存档于2023-04-22） （中文）. （页面存档备份，存于）
18. ↑  《香港前代史》，羅師，第四章註廿七及廿八
19. ↑  ,   [2023-07-07], （原始内容存档于2023-02-09） （中文（中国大陆）） （页面存档备份，存于）
20. ↑   (PDF).   [2011-10-03]. （原始内容 (PDF)存档于2011-06-26）. （页面存档备份，存于）
21. 1 2  《漢書》卷二十八下地理志南郡番禺縣有注，尉佗都，有鹽官
22. ↑  古代深圳的盐业生产 的存檔，存档日期2007-09-27. （简体中文）
23. 1 2  晋设东官郡郡治设南头 （页面存档备份，存于），深圳大学中国经济特区研究中心，2006年12月25日
24. ↑  蔡兆浚. . 香港地方志中心. （原始内容存档于2023-09-29） （中文）. （页面存档备份，存于）
25. ↑  《香港前代史論集》，林天蔚、蕭國健
26. ↑  《元豐九域志》，王存，北宋元豐年間
27. ↑  .   [2007-07-18]. （原始内容存档于2007-02-23）. （页面存档备份，存于）
28. ↑  蔡兆浚. . 香港地方志中心. （原始内容存档于2023-09-29） （中文）. （页面存档备份，存于）
29. ↑  沙中綫設博物館 （页面存档备份，存于）：考古學會發言人吳永輝昨（天）在商台節目稱，除宋代方井，發現的麻石明渠是本港首見，十分重要，『普通漁村、村落係唔會做到呢啲明渠，所以如果有，係官府或者有駐軍』」。吳指有記載宋朝時九龍灣有一個「官富鹽場」，有300軍人駐守……林筱魯在同一節目反駁，官富鹽場廣大，範圍由觀塘直至油麻地。但他承認方形古井相比圓形古井，在華南屬罕見……
30. ↑   (PDF).   [2017年7月31日]. （原始内容存档 (PDF)于2017年2月20日）. （页面存档备份，存于）
31. ↑  蔡兆浚. . 香港地方志. 2022-01-12. （原始内容存档于2024-05-20） （中文（繁體））.
32. ↑  大廟灣刻石碑文：「土人林道義継之道義又能宏其規求再立石以紀咸淳甲戌六月十五日書」。語譯：本地人林道義，又再修繕南北佛堂；林道義更擴充其規模，同時請求再次書文立石，記述南北佛堂修廟的經過。咸淳甲戌年六月十五日（即1274年7月20日）。
33. ↑  .   [2006-10-29]. （原始内容存档于2021-03-10）. （页面存档备份，存于）
34. ↑  羅香林等人，《一八四二年以前之香港及其對外交通》，中國學社
35. ↑  《粵中見聞》，范端昂，清朝嘉慶年間
36. ↑  蔡兆浚. . 香港地方志. 2022-01-12. （原始内容存档于2023-09-29） （中文（繁體））.
37. ↑  大公報：家族大遷徙 的存檔，存档日期2007-09-30.
38. ↑  上水河上鄉居石侯公祠列為歷史建築物 的存檔，存档日期2008-06-29.
39. ↑  《圖解香港史：遠古至一九四九年》秦代至宋代的香港

### 书籍
- 劉蜀永，《簡明香港史》，三聯書店(香港)有限公司，ISBN 9620414454
- 劉潤和，《新界簡史》，三聯書店(香港)有限公司，ISBN 9620415930
- 元邦建，《香港史略》，中流出版社有限公司，ISBN 9623000073
- 蕭國健，《香港古代史》，中華書局(香港)有限公司，ISBN 9622318606